# Colobus angolensis
Colobus angolensis (Колобус ангольський) — вид приматів з роду Colobus родини мавпові.

## Опис
Хутро контрастне. Основний колір шерсті чорний, навколо обличчя і плечей довге, біле волосся. Хвіст закінчується невеликою, білою китицею. Це стрункі, довгохвості тварини. Ці примати досягають довжини тіла 49-68 см, хвіст 70-83 см. Вага: 6-12 кг, самці важчі самиць.

## Поширення
Країни проживання: Ангола; Бурунді; Демократична Республіка Конго; Кенія; Малаві; Мозамбік; Руанда; Танзанія; Уганда; Замбія. Записані на висоті 2415 м над рівнем моря. Живуть у різних типах лісу, таких як дощові і сухі ліси.

## Стиль життя
Ці примати денні і деревні, що майже ніколи не спускаються на землю. Вони живуть в гаремних групах. Є також повідомлення про тимчасові угруповання до 300 тварин. Групи захищають порівняно невелику територію в основному ранковими криками самців. Листя складають основну складову раціону, також C. angolensis їсть насіння, плоди, бруньки та квіти. Багатокамерний шлунок допомагає у харчуванні. Відомі хижаки: Accipitridae, Panthera pardus, Homo sapiens.
Після п'яти-шести місяців вагітності самиця народжує зазвичай одне дитинча, близнюки зустрічаються рідко. Новонароджені спочатку мають біле хутро. У 15 місяців, дитята перестають годуватись молоком. Самиці стають статевозрілими в 2 роки, самці в 4 роки, самці повинні залишити їх рідну групу в цей час. Ангольські колобуси можуть жити протягом 20 років у дикій природі і до 30 років у неволі.

## Загрози та охорона
Цей вид знаходиться під загрозою у частинах ареалу через втрати місць проживання в результаті збезлісення на деревину і переходу цих земель в сільськогосподарський оборот. На вид полюють на м'ясо, особливо в басейні річки Конго. Цей вид занесений до Додатка II СІТЕС і класу B африканської Конвенції про збереження природи і природних ресурсів. Цей вид присутній у ряді ПОТ.